# Egri István
Egri István (született Klein) (Budapest, Terézváros, 1905. május 21. – Budapest, 1980. július 10.) magyar színész, színházi és rádiós rendező, főiskolai tanár, író, publicista; érdemes és kiváló művész; Náray Teri színésznő férje volt. Lányai: Egri Kati és Egri Márta.

## Életpályája
Édesapja Klein Sándor vándorkárpitos, édesanyja Veisz Szeréna volt. 1929-ben a színész, 1930-ban a rendező szakon diplomázott az Országos Magyar Királyi Színművészeti Akadémián. A Belvárosi Színházban indult színészi pályája. Ezzel egyidejűleg Hevesi Sándornál rendezést tanult. 1931–32-ben a Magyar Színház, 1933–34-ben pedig a Kamara Színház tagja volt. 1933–1935 között nem volt egyetlen színháznak sem a tagja. Néhány kisebb szerepet játszott a Vígszínházban és az Új Tháliában. 1935-ben a Vígszínház tagja lett. Az 1939-es zsidótörvények miatt nem játszhatott színházban, tanított és újságírással foglalkozott. 1944-ben munkaszolgálatra vitték, előbb Hatvanba, majd az auschwitzi koncentrációs táborba került. Később Mauthausenbe vitték, ahol mint nyelveket beszélő irodai munkát kapott. 1945 tavaszán került haza fogatlanul, sántán, 43 kilóra soványodva. A Nemzeti Színház tagja lett. 1946–48 között ismét a Vígszínház tagja volt. 1948-ban a Pesti Színház, 1949-ben pedig az Ifjúsági Színház igazgatójának nevezték ki. 1950-ben a Belvárosi Színház főrendezője, 1953-tól pedig a Magyar Néphadsereg Színházának főrendezője lett. 1956–58 között a Petőfi Színház főrendezője, majd igazgatója, 1958–62 között a József Attila Színház, 1962–65 között pedig a Jókai Színház tagja volt. 1965-ben a Nemzeti Színházhoz szerződött, ahol tíz éven át játszott. 1975-ben a Zeneakadémia ének tanszékének oktatója volt. 1975–78 között a Madách Színház tagja volt, és a Győri Kisfaludy Színházban rendezett. 1978-ban visszatért a Nemzeti Színházhoz, amelynek haláláig, 1980-ig volt a tagja.
Első színpadi rendezése 1939-ben volt, Tamási Áron: Énekes madár című darabját rendezte a Szolnoki Szigligeti Színházban. 1971-ben rendezte a Magyar Televízióban Molière: A képzelt beteg című vígjátékából készült tévéjátékot.

## Színpadi szerepei
- Tamási Áron: Énekes madár – Kömény Móka
- Szép Ernő: Háromlevelű lóhere – Gyulus
- Kárpáthy Gyula: Zrínyi – Evlia Cselebi
- Zilahy Lajos: A szűz és a gödölye – Id. Huben Sándor
- Makszim Gorkij: Kispolgárok – Besszemenov
- Dosztojevszkij–Baty: Bűn és bűnhődés – Porfirij
- Fejes Endre: Rozsdatemető – Seres Sándor
- Jurij Burjakovszkij: Üzenet az élőknek – Petsek
- Victorien Sardou–Hégésippe Moreau: Szókimondó asszonyság – Napóleon
- Marcel Pagnol: Topáz – Tamise, tanár úr
- Földes Mihály: Honvágy – Körösztös Zsigmond
- Konsztantyin Szimonov: Legény a talpán – Guliasvili
- Gyárfás Miklós: Forr a világ – Temesváry Zoltán
- Hunyady József: Bányászbecsület – Kiskovács, vállalatvezető
- Viktor Szergejevics Rozov: Boldogság, merre vagy? – Lapsin
- Erwin Piscator: Amerikai tragédia – Mason államügyész
- Hainer Kipphardt: Az Oppenheimer-ügy – Gordon Gray, elnök
- Jean-Paul Sartre: Az ördög és a Jóisten – Püspök
- Babay József: Három szegény szabólegény – Tollnok
- Kárpáthy Gyula–Orbók Endre: Játék a bíróságon vagy a Molnár-ügy – László Alfréd
- George Bernard Shaw: Genf, 1938 – Herr Battler
- Csokonai Vitéz Mihály: Tempefői – Betrieger, könyvnyomtató
- Max Frisch: Andorra – Doktor
- Marc Didier–Gaston Rullier: Az apáca – De La Neuville őméltósága
- Salamon Pál: Magadra kiálts – Dr. Szász Márton
- Peter Weiss: A vizsgálat – Hetedik tanú
- Ugo Betti: A játékos – Pinto lovag
- Friedrich Schiller: Stuart Mária – Amias Paulet, lovag
- Henrik Ibsen: A nép ellensége – Horster kapitány
- Ben Jonson: Bertalannapi vásár – Bogaras, őrült
- Ungvári Tamás: Dóra jelenti – Radó Sándor
- Gogol: A revizor – Polgármester

### Rendezései
- Tamási Áron: Énekes madár
- Móricz Zsigmond: Úri muri
- Molière: Kotnyelesek
- Molière: Férjek iskolája
- Noël Coward: Akt, hegedűvel
- Makszim Gorkij: Ellenségek
- Edmond Rostand: Cyrano de Bergerac
- Friedrich Schiller: Tell Vilmos
- G. B. Shaw: Szent Johanna
- Marcel Pagnol: Topáz
- Kohout: Ilyen nagy szerelem
- Vészi Endre: Don Quijote utolsó kalandja
- Szabó Magda: Fanni hagyományai
- Achard: A bolond lány
- Priestley: Magányos út
- Priestley: Váratlan vendég
- Örkény István: Sötét galamb
- Jean Racine: Bérénice
- Arisztophanész: A nők összeesküvése
- Honoré de Balzac–Kolozsvári Grandpierre Emil: Tőzsdelovag
- Molnár Ferenc: Olympia
- Vészi Endre: Fekete bárány
- Hubay Miklós: Egyik Európa
- Molière: A fösvény
- Csiky Gergely: A kaviár
- Tersánszky Józsi Jenő: Kakukk Marci
- Sánta Ferenc: Éjszaka
- Pirandello: A csörgősipka
- Pirandello: Ahogy szeretsz
- Mágori Erzsébet: Diplomaták
- Grigorij Rosal–Abilda Tazsibáje: Dzsomárt szőnyege
- Borisz Fjodorovics Csirszkov: Győztesek
- Hollós Korvin Lajos: Hunyadi
- Lope de Vega: A kertész kutyája
- Hedda Zinner: Egy kis bécsi kávéház
- Oscar Wilde: Lady Windermere legyezője
- Kornyejcsuk: A nagy műtét
- Nyikolaj Roszkov: Napfényes mezőkön
- Victorien Sardou–Hégésippe Moreau: Szókimondó asszonyság
- Zilahy Lajos: A szűz és a gödölye
- Molière: Tartuffe
- Kállai István: Ugorj ki az ablakon
- Török Rezső: Vők iskolája
- Beaumarchais: Figaro házassága
- William Saroyan: Így múlik el az életünk
- Szirmai Rezső: Visszafelé az úton
- Bihari Klára: Férfi nélkül
- Mikszáth Kálmán: Különös házasság
- Paul Schönthan–Franz Schönthan: A szabin nők elrablása
- Heltai Jenő: Az ezerkettedik éjszaka
- Molière: Úrhatnám polgár
- Kopányi György: Igazolatlan ősz
- Illés Endre: Egyszárnyú madarak
- Csiky Gergely: Mukányi
- Móra Ferenc: Aranykoporsó
- Dosztojevszkij: A félkegyelmű
- William Shakespeare: Tévedések vígjátéka
- Boldizsár Iván: Túlélők
- Galambos Lajos: Későn
- Václav Havel: Kerti ünnepély
- Dosztojevszkij: Bűn és bűnhődés
- Kolozsvári Grandpierre Emil: A világ legszebb szerelme
- Irwin Shaw: Szelíd emberek
- Sós György: Kati
- Carlo Gozzi–Friedrich Schiller: Turandot hercegnő
- Babay József: Csodatükör
- Schönthan fivérek, Kellér Dezső általi átdolgozás: A szabin nők elrablása, Pesti Színház, 1948. december 29.

## Filmjei

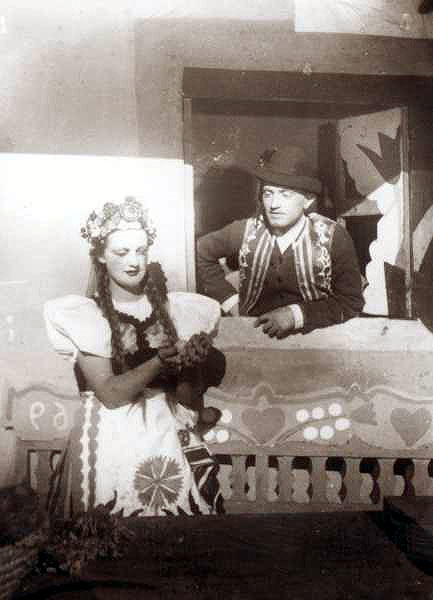
Tamási Áron: Énekes madár (1935) – Tolnay Klári (Gondos Magdolna), Egri István (Kömény Móka)

### Játékfilmek
- Édes mostoha (1935)
- Sárga csikó (1936) – Ferke
- A kölcsönkért kastély (1937) – Gáldy István, földbirtokos
- Az én lányom nem olyan (1937) – Társaságbeli fiatalember
- Talpalatnyi föld (1948) – Zsíros Tóth Ferke
- Felszabadult föld (1950) – Zsíros-Tóth
- Becsület és dicsőség (1951) – Kórodi, főmérnök
- Tűzkeresztség (1951) – Kapitány András
- Vihar (1951) – Solyom István járási tanácselnök
- Állami áruház (1952) – A kakukkos óra („kakukkóra”) vásárlója
- Semmelweis (1952) – Skoda professzor
- Föltámadott a tenger 1-2. (1953) – Mészáros Lázár
- Rákóczi hadnagya (1953) – Pichler, labanc ezredes
- Rokonok (1954)
- Szakadék (1955)
- Dollárpapa (1956) – Kapitány úr
- Az eltüsszentett birodalom (1956)[6]
- Tanár úr kérem… (1956)
- Csendes otthon (1957) – Bakos, aki egyáltalán nem örül
- Csigalépcső (1957) – Gerencsér Béla
- Aranybalta (1958, rövid játékfilm)
- Csempészek (1958) – Kulcsár
- Felfelé a lejtőn (1958) – Gyárigazgató
- Szent Péter esernyője (1958) – Sztolarik, közjegyző
- Szegény gazdagok (1959) – Sztrakovics Gerzson
- Légy jó mindhalálig (1960) – Tanár I.
- Megöltek egy leányt (1961) – Acélgyári munkás I.
- Két félidő a pokolban (1961) – Dr. Hollander
- A pénzcsináló (1963) – Mikola, titkosrendőr
- Édes és keserű (1966) – Vitéz Urbán Ede
- A varázsló (1969) – Stiglinc bácsi
- Hazai pálya (1969) – Antal elvtárs
- Csak egy telefon (1970) – Boronkay Gáspár, képviselő
- Gyula vitéz télen-nyáron (1970) – Dr. Kass
- Színes tintákról álmodom (1979) – Hivatalvezető

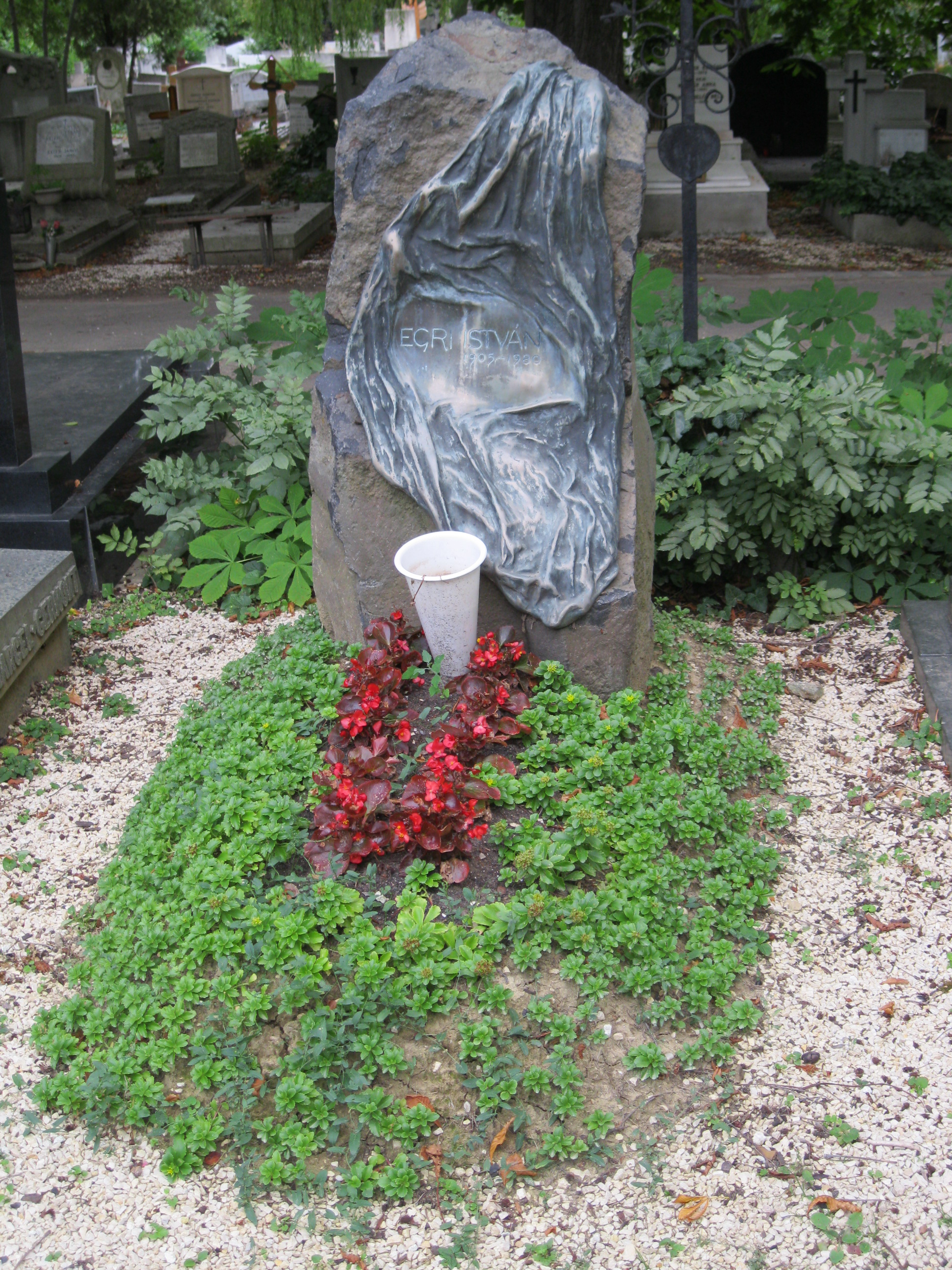
Sírja a Farkasréti temetőben [25-1-50]

### Tévéfilmek, televíziós sorozatok
- Nő a barakkban (1961) – Juhász
- Autókaland (1962)
- Epeios akció (1962) – Thessandrus
- Hamis orr és álszakáll (1962) – Dändikert
- Az utolsó budai pasa (1963) – Abdurahman basa
- Prakovszky a siket kovács (1963)
- Az én kortársaim (1964)
- A vörös vendégfogadó (1965)
- Példázat 4-5. (1965) – Rendőrszázados
- A bunda (1966) – Krüger
- A száguldó riporter elindul… (1966) – Weivara
- Az asszony és az igazság (1966) – Bíró
- Búcsú a kikötőben (1966) – Orvos
- Látszat és valóság (1966)
- Légy ügyes a szerelemben! (1966) – Remy úr
- Othello Gyulaházán (1966) – Szarka elvtárs, a minisztériumból
- Az OP-ART kalap (1967) – Gyula, az após
- A csodálatos vargáné (1968) – Bíró
- Aranyszoba (1968)
- Hamis Nero (1968)
- Irány Mexikó! (1968) – TV-s vezető
- Isten óvd a királyt (1968)
- Nebáncsvirág (1969) – Chateau Gibis őrnagy a helyőrség parancsnoka
- A hódítás iskolája, avagy Don Juan bűnhődése (1970) – Don Basilio
- A fekete város 1-7. (1971) – Kramler Károly Lőrinc
- Vidám elefántkór (1971)
- A megjavult adófelügyelő és más történetek (1972)
- Házasságtörés (1972)
- Öt férfi komoly szándékkal (1972)
- Aranyborjú 1-3. (1973)
- III. Richárd (1973) – Lord Stanley
- Átmenő forgalom (1973)
- Banán és bukta (1973)
- Zrínyi (1973) – Tujgun pasa
- Családi dráma (1974) – Színházigazgató
- Felelet 1-8. (1974) – Rosner
- Fürdés (1974) – Inci-Finci méltóságos úr
- Nincs többé férfi (1974) – Hód
- Richard Waverly pere (1974)
- Zöld dió (1974)
- A fej (1975)
- A párkák (1975) – Püspök
- Micsoda idők voltak (1975)
- Muzsika az éjszakában (1975)
- A méla tempefői (1976) – Fegyverneki
- Házasságszédelgő (1976)
- Isten malmai (1976)

### Rendezőként
- Falusi idill (1963)
- A képzelt beteg (1971)
- Vallomások (1974)
- A szabin nők elrablása (1977, tévéváltozat)
- Britannicus (1976)

## Szinkronszerepei

### Filmek
| Év   | Cím                                                                 | Szereplő                                                   | Színész                                | Szinkron év |
| ---- | ------------------------------------------------------------------- | ---------------------------------------------------------- | -------------------------------------- | ----------- |
| 1933 | Krisztina királynő                                                  | Érsek                                                      | David Torrence                         | 1974        |
| 1936 | Téboly (1. magyar szinkron)                                         | Seriff                                                     | Edward Ellis                           | 1967        |
| 1937 | Hófehérke és a hét törpe (1. magyar szinkron)                       | Morgó (hang)                                               | Pinto Colvig                           | 1962        |
| 1937 | Zola élete                                                          | N/A                                                        | N/A                                    | 1963        |
| 1940 | A Manderley-ház asszonya                                            | Julyan ezredes                                             | C. Aubrey Smith                        | 1978        |
| 1940 | Waterloo Bridge                                                     | Tábornok                                                   | C. Aubrey Smith                        | 1972        |
| 1945 | Férfiszenvedély                                                     | Mr. St. James                                              | Lewis L. Russell                       | 1972        |
| 1946 | Az éjszaka kapui (2. magyar szinkron)                               | Monsieur Sénéchal                                          | Saturnin Fabre                         | 1978        |
| 1948 | Anna Karenina (1. magyar szinkron)                                  | N/A                                                        | N/A                                    | 1961        |
| 1949 | Francis, a szamár                                                   | Hooker ezredes                                             | Ray Collins                            | 1973        |
| 1950 | Szerelmi románc                                                     | N/A                                                        | N/A                                    | 1967        |
| 1952 | Ez mindenkivel megtörténhet                                         | N/A                                                        | N/A                                    | 1976        |
| 1952 | Per a város ellen                                                   | Perrone felügyelő                                          | Paolo Stoppa                           | 1959        |
| 1953 | Julius Caesar (1. magyar szinkron)                                  | Artemidorus                                                | Morgan Farley                          | 1961        |
| 1954 | Kopogd le a fán!                                                    | Kreuger doktor                                             | Steven Geray                           | 1973        |
| 1954 | Mulató a Montmartre-on (1. magyar szinkron)                         | Henri Danglard                                             | Jean Gabin                             | 1968        |
| 1954 | Vörös és fekete (1. magyar szinkron)                                | Pirard abbé                                                | Antoine Balpetré                       | 1965        |
| 1956 | Átkelés Párizson                                                    | Grandgil                                                   | Jean Gabin                             | 1958        |
| 1957 | A vád tanúja (1. magyar szinkron)                                   | Bíró                                                       | Francis Compton                        | 1961        |
| 1958 | A nagy családok (1. magyar szinkron)                                | Noël Schoudler                                             | Jean Gabin                             | 1960        |
| 1958 | A nyomorultak                                                       | Javert                                                     | Bernard Blier                          | 1959        |
| 1958 | Hárman jöttek az erdőből                                            | Nyomozó                                                    | Borisz Szmirnov                        | 1959        |
| 1958 | Idegen a cowboyok között (1. magyar szinkron)                       | Henry Terrill őrnagy                                       | Charles Bickford                       | 1977        |
| 1958 | Kocsubej                                                            | Ordzsonikidze                                              | Jefim Kopeljan                         | 1960        |
| 1958 | Kövessen, fiatalember!                                              | N/A                                                        | N/A                                    | 1963        |
| 1958 | Rendkívüli történet                                                 | Szaharov                                                   | Pavel Uszovnyicsenko                   | 1959        |
| 1959 | A béke első napja                                                   | Főorvos                                                    | Arkagyij Vovszi                        | 1959        |
| 1959 | A megjavultban bízni kell                                           | N/A                                                        | N/A                                    | 1960        |
| 1959 | Archimedes, a csavargó (1. magyar szinkron)                         | Archimedes / Joseph Hugues Guillaume Boutier-Blainville    | Jean Gabin                             | 1962        |
| 1959 | Ármány és szerelem                                                  | Miller, zenész                                             | Martin Hellberg                        | 1960        |
| 1959 | Az édes élet                                                        | Don Eugenio Mascalchi                                      | Prince Eugenio Ruspoli di Poggio Suasa | 1972        |
| 1959 | Az Eiffel-torony árnyékában                                         | Henri Neveux                                               | Jean Gabin                             | 1960        |
| 1959 | Emberi sors (első-két magyar szinkron)                              | N/A                                                        | N/A                                    | 1959        |
| 1959 | Emberi sors (első-két magyar szinkron)                              | Müller táborparancsnok                                     | Jurij Averin                           | 1974        |
| 1959 | Napkelte előtt                                                      | Nikolaj Stakhov                                            | Borisz Livanov                         | 1960        |
| 1959 | Stuart Mária                                                        | Amias Paulet                                               | Otto Schmöle                           | 1970        |
| 1960 | A búcsú (1. magyar szinkron)                                        | Wirt Balthausen                                            | Benno Hoffmann                         | 1961        |
| 1960 | Aki szelet vet (2. magyar szinkron)                                 | Matthew Harrison Brady                                     | Fredric March                          | 1973        |
| 1960 | Az utolsó tanú (2. magyar szinkron)                                 | N/A                                                        | N/A                                    | 1973        |
| 1960 | Feltámadás                                                          | A bíróság elnöke                                           | Pavel Masszalszkij                     | 1962        |
| 1960 | Kísértetkastély Spessartban                                         | N/A                                                        | N/A                                    | 1973        |
| 1960 | Különleges megbízatás                                               | N/A                                                        | N/A                                    | 1960        |
| 1960 | Orvos válaszúton                                                    | TSZ elnök                                                  | Vladimír Hlavatý                       | 1961        |
| 1960 | Öt töltényhüvely                                                    | Bolanos őrnagy                                             | Fritz Diez                             | 1961        |
| 1960 | Tavaszi vihar                                                       | Dr. Benda                                                  | Felix Le Breux                         | 1961        |
| 1961 | A szép amerikai                                                     | Vezérkari főnök                                            | Louis de Funès                         | 1962        |
| 1961 | A torpedó visszalő                                                  | Humphrey Pettigrew admirális                               | Noel Purcell                           | 1962        |
| 1961 | Az áldozat közbeszól                                                | Laroche professzor                                         | Arthur Jopp                            | 1963        |
| 1961 | Csak ketten játszhatják (1. magyar szinkron)                        | N/A                                                        | N/A                                    | 1962        |
| 1961 | Egy év kilenc napja                                                 | Pavel Butov, a Fizikai Intézet igazgatója                  | Szergej Blinnyikov                     | 1962        |
| 1961 | Eltűnt egy asszony                                                  | Elbich                                                     | Vladimír Hlavatý                       | 1962        |
| 1961 | Fiatalok voltunk                                                    | N/A                                                        | N/A                                    | 1962        |
| 1961 | Ítélet Nürnbergben (1. magyar szinkron)                             | Dan Haywood főbíró                                         | Spencer Tracy                          | 1965        |
| 1961 | Két élet                                                            | N/A                                                        | N/A                                    | 1961        |
| 1961 | Láng az utcákon                                                     | Jacko Palmer                                               | John Mills                             | 1964        |
| 1961 | Malachiás csodája                                                   | Reuschel püspök                                            | Kurt Ehrhardt                          | 1962        |
| 1961 | Mamlock professzor                                                  | Mamlock professzor                                         | Wolfgang Heinz                         | 1961        |
| 1961 | Pooley katona esküje                                                | N/A                                                        | N/A                                    | 1962        |
| 1961 | Válás olasz módra (1. magyar szinkron)                              | Don Calogero                                               | Ugo Torrente                           | 1963        |
| 1962 | A halottak nem beszélnek                                            | N/A                                                        | N/A                                    | 1963        |
| 1962 | A törvény balkeze (1. magyar szinkron)                              | Rendőrfőnök                                                | N/A                                    | 1964        |
| 1962 | Agglegények                                                         | Elie de Coëtquidan                                         | Fernand Ledoux                         | 1968        |
| 1962 | Altona foglyai (2. magyar szinkron)                                 | Albrecht von Gerlach                                       | Fredric March                          | 1976        |
| 1962 | Gyilkosság Gateway-ben                                              | N/A                                                        | N/A                                    | 1962        |
| 1962 | Huszárkisasszony                                                    | N/A                                                        | N/A                                    | 1963        |
| 1962 | Királyi gyermekek                                                   | N/A                                                        | N/A                                    | 1962        |
| 1962 | Láttam mindent…                                                     | N/A                                                        | N/A                                    | 1971        |
| 1962 | Párbaj a szigeten                                                   | N/A                                                        | N/A                                    | 1977        |
| 1963 | A rendőrségen történt                                               | Prosin alezredes                                           | Mark Bernyesz                          | 1964        |
| 1963 | Hogyan lettem vezérigazgató? (1. magyar szinkron)                   | Norbert Charolais                                          | Louis de Funès                         | 1970        |
| 1963 | Nyomoz a vőlegény                                                   | Mr. Martindale                                             | Everett Sloane                         | 1976        |
| 1963 | Ruha teszi az embert                                                | N/A                                                        | N/A                                    | 1964        |
| 1964 | A Dr. W. akta                                                       | Pommer főtörzsőrmester                                     | Heinz Engelmann                        | 1975        |
| 1964 | A két veronai nemes                                                 | Milánó hercege                                             | Hans Karl Friedrich                    | 1970        |
| 1964 | A tábornok kutyája                                                  | Főállamügyész                                              | Karl Meixner                           | 1973        |
| 1965 | A halál ötven órája                                                 | Conrad                                                     | Hans Christian Blech                   | 1976        |
| 1965 | A hazugság hálójában                                                | Fred-el utazó férfi a repülőn                              | N/A                                    | 1966        |
| 1965 | A rendkívüli osztály (1. magyar szinkron)                           | N/A                                                        | N/A                                    | 1966        |
| 1965 | Ha már nem lennél az enyém (1. magyar szinkron)                     | N/A                                                        | N/A                                    | 1968        |
| 1965 | Háború és béke – 1. rész: Andrej Bolkonszkij                        | Ilja Andrejevics Rosztov                                   | Viktor Sztanyicin                      | 1967        |
| 1965 | Júlia és a szellemek (1. magyar szinkron)                           | Nagypapa                                                   | Lou Gilbert                            | 1972        |
| 1966 | Baleset                                                             | Provost                                                    | Alexander Knox                         | 1978        |
| 1966 | Egymillió karátos ötlet, avagy a Róka nyomában (1. magyar szinkron) | Az Interpol igazgatója                                     | Maurice Denham                         | 1978        |
| 1966 | Háború és béke – 2. rész: Natasa Rosztova                           | Ilja Andrejevics Rosztov                                   | Viktor Sztanyicin                      | 1967        |
| 1967 | A háromszögletű kalap                                               | A helytartó                                                | Robert Meyn                            | 1970        |
| 1967 | A Szent Péter-hadművelet (2. magyar szinkron)                       | Joe Ventura                                                | Edward G. Robinson                     | 1977        |
| 1967 | Háború és béke – 4. rész: Pierre Bezuhov                            | Ilja Andrejevics Rosztov                                   | Viktor Sztanyicin                      | 1968        |
| 1968 | A bostoni fojtogató                                                 | Dr. Nagy                                                   | Austin Willis                          | 1970        |
| 1968 | A hekus és azok a hölgyek                                           | Rendőrfőnök                                                | N/A                                    | 1969        |
| 1968 | A könnyűlovasság támadása                                           | Lord Cardigan                                              | Trevor Howard                          | 1970        |
| 1968 | Minden eladó                                                        | N/A                                                        | N/A                                    | 1969        |
| 1968 | Ölj meg, csak csókolj!                                              | Vincenzo Pittiluti, a borbély                              | Michele Cimarosa                       | 1969        |
| 1968 | Pajzs és kard                                                       | N/A                                                        | N/A                                    | 1968        |
| 1968 | Pajzs és kard: Berlinből jelentkezem                                | N/A                                                        | N/A                                    | 1969        |
| 1969 | Kései virágok                                                       | Nyikifor                                                   | Dmitrij Sutov                          | 1972        |
| 1969 | Piroszmani                                                          | N/A                                                        | N/A                                    | 1975        |
| 1970 | A jótékony zsámbes                                                  | Geronte                                                    | Cesco Baseggio                         | 1974        |
| 1970 | Cromwell                                                            | John Pym                                                   | Geoffrey Keen                          | 1971        |
| 1970 | Grisa őrmester                                                      | N/A                                                        | N/A                                    | 1970        |
| 1970 | Molière: Tartuffe                                                   | Orgon                                                      | René de Roly                           | 1972        |
| 1970 | Mr. Tibbs nyomoz                                                    | Marden kapitány                                            | Jeff Corey                             | 1971        |
| 1971 | A rend gyilkosai                                                    | A bíróság elnöke                                           | Henri Nassiet                          | 1972        |
| 1971 | Goya                                                                | Jovelianos                                                 | Ernst Busch                            | 1973        |
| 1971 | Mária, a skótok királynője (1. magyar szinkron)                     | Ruthven                                                    | Andrew Keir                            | 1973        |
| 1971 | Porlepte históriák – 2. rész: Éjféli vacsora                        | N/A                                                        | N/A                                    | 1976        |
| 1971 | Rémület a levegőben                                                 | N/A                                                        | N/A                                    | 1975        |
| 1971 | Volt egyszer egy zsaru                                              | Somé felügyelő                                             | Robert Dalban                          | 1972        |
| 1972 | Illumináció                                                         | Egyetemi tanár, akinél Franciszek megszakítja tanulmányait | N/A                                    | 1974        |
| 1972 | Mindenki szép, mindenki kedves                                      | N/A                                                        | N/A                                    | 1973        |
| 1973 | A Dominici-ügy                                                      | Az esküdtbíróság elnöke                                    | Daniel Ivernel                         | 1973        |
| 1973 | A köd                                                               | A professzor                                               | Toma Dimitriu                          | 1976        |
| 1973 | Az ezredeseket akarjuk                                              | ?                                                          | ?                                      | 1974        |
| 1973 | Otthon, édes otthon                                                 | Jules Claes                                                | Marcel Josz                            | 1975        |
| 1973 | Penny Gold                                                          | Charles Blachford                                          | Joseph O’Conor                         | 1974        |
| 1974 | Ahová lépek, ott fű nem terem                                       | Igazgató                                                   | Jean Martin                            | 1978        |
| 1974 | Conrack                                                             | Skeffington                                                | Hume Cronyn                            | 1976        |
| 1974 | Joachim, dobd a gépbe! (1. magyar szinkron)                         | N/A                                                        | N/A                                    | 1976        |
| 1974 | Ulzana                                                              | N/A                                                        | N/A                                    | 1974        |
| 1975 | Neveletlenek                                                        | Benjamin Strang ezredes                                    | Trevor Howard                          | 1975        |
| 1976 | Griffin és Phoenix                                                  | Professzor                                                 | Milton Parsons                         | 1979        |

### Sorozatok
| Év   | Cím                                                          | Szereplő                                  | Színész       | Szinkron év |
| ---- | ------------------------------------------------------------ | ----------------------------------------- | ------------- | ----------- |
| 1965 | Belphegor, avagy a Louvre fantomja 1–4. (1. magyar szinkron) | René Ménardier felügyelő                  | René Dary     | 1966        |
| 1967 | A Forsyte saga                                               | James Forsyte                             | John Welsh    | 1970        |
| 1971 | Erzsébet királynő 1–6.                                       | Sir Amyas Paulet                          | Hamilton Dyce | 1974        |
| 1974 | Volt egyszer egy ház 1-5.                                    | Alexander Nerudny, tanácsos és üzletember | Miloš Nedbal  | 1977        |

## Hangjátékok
- Lengyel József: Arina (1936)
- Norman Corwin: Öreg rozmár (1946)
- Szerafimovics: Vasáradat (1948)
- Baróti Géza: A diadalmas név (1951)
- Karinthy Ferenc: Kőművesek (1951)
- Székely Júlia: Kutuzov tábornok (1952)
- Tolnai Lajos: Jubilánsok (1956)
- Somogyi Pál: Tűz Kárpátalján (1957)
- Bajor Andor: Cincogó Felicián (1961)
- Honoré de Balzac: Elveszett illúziók (1961)
- Norman Corwin: Öreg rozmár (1961)
- Alexis Parnisz: Ikarosz szárnya (1962)
- Gál Zsuzsa: Vaszilij herceg (1962)
- Mándy Iván, László Endre: Robin Hood kalandjai (1962)
- Vészi Endre: A Piros Oroszlán (1962) – A tábornok
- Karinthy Frigyes: Capillaria (1963)
- Ambrus Zoltán: Kultúra füzértánccal (1964)
- Aziz Neszin: Fölfedezem Törökországot (1964)
- Joachim Goll: Egy kis házimuzsika (1964)
- Móricz Zsigmond: Az isten háta mögött (1964)
- Don Juan kalandos élete (1965)
- Vargha Balázs: Lilla és a varázsló (1965)
- Antal László: Riadó a Naprendszerben (1966)
- Branislav Nusics: A gyanús személy (1966)
- Radványi Dezső: Rendkívüli eset (1966)
- Balogh László: Fekete tó, fekete ég (1967)
- Hegedűs Géza: A kiskirályoktól Nagy Lajos királyig (1967)
- Padisák Mihály: Életmentés (1967)
- Bozó László: Gyilkosság a sztriptízbárban (1968)
- Egri Viktor: Ének a romok felett (1968)
- Móricz Zsigmond: Pipacsok a tengeren (1968)
- Kopányi György: Idézés elhunytaknak (1969)
- Anton Pavlovics Csehov: A szirén (1970)
- Honoré de Balzac: Goriot apó (1970)
- Németh László: II. József (1970)
- Schiller: Tell Vilmos (1970)
- Dosztojevszkij: A Karamazov testvérek (1971)
- Gábor Andor: Dollárpapa (1971)
- Lipták Gábor: A kevi dénárok (1971)
- Moldova György: Menyasszonyom a jobbszélső (1971)
- Ivan Bukovcan: Majdnem isteni tévedés (1972)
- Csokonai Vitéz Mihály: A Cultura (1973)
- Molière: Úrhatnám polgár (1973) (rendező)
- Török Tamás: Sihaha Sebestyén füstölgése (1973)
- Vészi Endre: Kirakatrendezés (1973)
- Albert Zsuzsa: „Kék, tavaszi fátyol” (1976)
- Lengyel Balázs: A szebeni fiúk (1977)
- Fontane, Theodor: Effi Briest (1979)

## Díjai, elismerései
- Szocialista Munkáért érdemérem (1955)[14]
- Érdemes művész (1963)
- Kiváló művész (1974)
- Munka Érdemrend arany fokozata (1975)[15]
- Szocialista Magyarországért érdemrend (1980)[16]